# Carboneras
Carboneras là một đô thị thuộc tỉnh Almería, ở cộng đồng tự trị Andalusia, Tây Ban Nha. Đô thị này có diện tích 95 km², dân số năm 2005 là 7267 người.

## Biến động dân số
| 1999  | 2000  | 2001  | 2002  | 2003  | 2004  | 2005  |
| ----- | ----- | ----- | ----- | ----- | ----- | ----- |
| 6,360 | 6,530 | 6,660 | 6,777 | 6,996 | 7,100 | 7,267 |

Nguồn: INE (Tây Ban Nha)